# Прометей (фильм, 2012)
«Промете́й» (англ. Prometheus) — американский научно-фантастический фильм ужасов 2012 года режиссёра Ридли Скотта. Изначально задумывался как приквел фильма «Чужой» 1979 года, но позже трансформировался в самостоятельный фильм, ставший первым в трилогии приквелов.
Сюжет кинокартины повествует о том, как в конце XXI века космический корабль «Прометей» отправляется к звёздной системе, изображение которой исследователи обнаружили среди наскальных рисунков разных, не связанных друг с другом древнейших цивилизаций. В поисках ответов на вопрос о происхождении человека экипаж корабля прибывает на далёкую планету, где обнаруживает угрозу, которая может привести к исчезновению человеческого вида.
Разработка фильма началась в начале 2000-х как пятая часть франшизы «Чужой». Режиссёры Ридли Скотт и Джеймс Кэмерон разработали идею фильма, который станет приквелом к научно-фантастическому фильму 1979 года «Чужой». Но проект отложили до 2009 года.
В 2009 году Джон Спэйтс написал первый сценарий последующих событий после фильма «Чужой». Но, поскольку история предполагала большой бюджет ($250 млн) и развитие концепции «Чужих», а студия не рискнула выделять огромные деньги на фильм с рейтингом «R», то Ридли Скотт решил временно отойти от тематики «Чужих». В конце 2010 года Деймон Линделоф, создатель телесериала «Остаться в живых», вместе со Скоттом разработали сценарий, предшествующий событиям фильма «Чужой» 1979 года, но не связанный с ним напрямую. Скотт объявил, что в ходе работы над сценарием сюжет развился в самостоятельную историю, хотя и содержит как определённые знакомые мотивы, так и элементы прошлых фильмов. По его словам, «в фильме есть частицы Чужого и показана история пилота в кресле». Сценарий много раз переписывался, вплоть до начала съёмок, в числе прочего в сюжет были введены религиозные мотивы, развитие получила тема взаимодействия высокотехнологичных андроидов и людей. Декорации создавались при участии Руди Гигера — художника оригинальной картины 1979 года.
«Прометей» был запущен в производство в апреле 2010 года после подготовительного этапа, во время которого разработали специальные технологии для съёмки существ. Фильм рекламировался с помощью особой маркетинговой кампании в сети. Были выпущены три видеоролика с участием главных героев фильма, раскрывающих элементы вселенной фильма, которые в целом получили положительные отзывы.
Фильм был выпущен 1 июня 2012 года в Великобритании и 8 июня 2012 года в странах Северной Америки. Фильм получил в целом положительные отзывы и похвалы за дизайн, визуальные эффекты и игру актёров, тогда как критике подверглись сценарий и неразрешённые сюжетные моменты. Картина собрала более 403 млн долларов в общемировом прокате, а её сиквел «Чужой: Завет» вышел в мае 2017 года.

## Сюжет

### Завязка
На неназванной планете один из представителей инопланетной расы — Создателей (англ. Engineers — «инженеры»), стоя на вершине водопада, выпивает некую тёмную жидкость, которая разрушает его тело вплоть до молекул ДНК. Таким образом он ритуально приносит себя в жертву и падает в воду, где из его молекул воссоздаются новые ДНК и образуются живые клетки, дав тем самым начало жизни на планете.

### Основная часть
В 2089 году археологи Элизабет Шоу и Чарли Холлоуэй обнаруживают в горах Шотландии изображение древней звёздной карты, которая совпадает с похожими изображениями из разных древних цивилизаций. Они интерпретируют это как приглашение от «Создателей». Питер Вейланд, очень старый директор «Weyland-Yutani Corporation», финансирует экспедицию научного судна «Прометей» для изучения далёкого спутника LV-223, обращающегося вокруг планеты одной из звёзд, указанных на карте. Экипаж корабля проводит длительный перелёт в состоянии криосна, в то время как андроид Дэвид контролирует ход полёта. Прибыв к цели в декабре 2093 года, глава экспедиции Мередит Викерс сообщает участникам о цели миссии — поиске Создателей, но она запрещает вступать с ними в контакт без её разрешения.
«Прометей» приземляется на бесплодную гористую поверхность, рядом с колоссальным искусственным сооружением, команда приступает к его исследованию. Внутри они обнаруживают систему генерации воздуха, пригодного для дыхания, зал со множеством небольших цилиндров, содержащих неизвестную тёмную жидкость, огромную статую-монолит в виде человекоподобной головы, а также труп Создателя в скафандре с оторванной головой. Шоу решает забрать голову на корабль для изучения. Экипаж не находит других инопланетных тел, что даёт основания полагать, что Создатели как вид либо вымерли, либо очень давно покинули планету. Биолог Милбёрн и геолог Файфилд чувствуют себя ненужными из-за открытий, не связанных с их специальностями, и самовольно пытаются вернуться к «Прометею», но не могут найти выход из сооружения. Дэвид втайне ото всех берёт с собой один из чёрных цилиндров. Дальнейшее изучение структуры сооружения приходится отложить из-за надвигающегося урагана, что заставляет команду вернуться на корабль. В лаборатории корабля при исследовании головы Создателя выясняется, что его ДНК почти полностью совпадает с ДНК человека. Дэвид получает указания от неизвестного, которые отказывается сообщать даже Викерс. После Дэвид извлекает чёрную жидкость из цилиндра и скрытно добавляет её каплю в алкогольный напиток ничего не подозревающего Холлоуэя. В ту же ночь Шоу и Холлоуэй занимаются сексом.
Бродя внутри инопланетного сооружения, Милбёрн и Файфилд натыкаются на многочисленные тела явно убитых Создателей, облачённых в скафандры. Некоторые из них словно взорвались изнутри в области грудной клетки. Позже они встречают неизвестное змееподобное существо, которое убивает Милбёрна и распыляет едкую субстанцию, расплавляющую гермошлем Файфилда. Ослеплённый Файфилд падает лицом вниз в лужу тёмной жидкости. После окончания урагана команда возвращается в сооружение и находит труп Милбёрна. Дэвид втайне от остальных находит комнату управления космическим кораблём Создателей, где изображена трёхмерная голографическая звёздная карта с подсвеченной Землёй. В комнате находится выживший Создатель в состоянии стазиса. Тем временем Холлоуэю становится плохо, он явно инфицирован неизвестным патогеном. Его везут на «Прометей», но Викерс отказывается впускать его на борт и сжигает с помощью огнемёта. Медицинское сканирование показывает, что изначально бесплодная Шоу находится на поздней стадии беременности. Дэвид делает ей укол снотворного, а доктор собирается отправить её в состояние криоконсервации, но Шоу удаётся сбежать. Опасаясь худшего, она использует автоматическую операционную капсулу, чтобы извлечь из живота плод, который оказывается неким кальмароподобным существом. Шоу встречает Вейланд, который только что вышел из стазиса — оказывается, он и его люди тайно находились на борту «Прометея». Вейланд объясняет, что прилетел сюда, чтобы попросить Создателей предотвратить его смерть от старости. Становится ясно, что Вейланд является отцом Викерс.
Чудовищно мутировавший Файфилд возвращается к «Прометею» и убивает нескольких членов экипажа, прежде чем его уничтожают. Джанек, капитан «Прометея», полагает, что сооружение было военной базой Создателей с биологическим оружием, на которой произошёл неизвестный инцидент. Он выясняет с помощью компьютерного анализа, что под инопланетным сооружением покоится колоссальных размеров космический корабль. Вейланд вместе с командой и Шоу входят в сооружение. Дэвид выводит Создателя из стазиса и объясняет ему на праиндоевропейском языке, что Вейланд хочет жить вечно («Мы оба — Создатели, мы — боги. А боги никогда не умирают.»). Создатель отрывает Дэвиду голову, и убивает Вейланда и его команду, после чего активирует космический корабль, выбрав Землю как пункт назначения. Шоу удаётся сбежать из стартующего корабля, по радиосвязи она умоляет Джанека любой ценой остановить корабль Создателя, который, как она считает, планирует доставить смертоносный груз на Землю. Джанек и пилоты жертвуют собой, протаранив «Прометеем» инопланетный корабль. Корабль Создателей падает на поверхность LV-223, раздавив при этом Викерс. 
Уцелевшая Шоу добирается до спасательного модуля и обнаруживает, что извлечённое из неё кальмароподобное существо выжило, выбралось из операционной капсулы и достигло гигантских размеров. Всё ещё активная голова Дэвида из сбитого корабля Создателя предупреждает Шоу о том, что Создатель уцелел при падении и идёт к ней. Создатель врывается в модуль и нападает на Шоу, но она выпускает на него кальмароподобное существо, которое обездвиживает Создателя, а затем проталкивает яйцеклад в его горло. Шоу восстанавливает Дэвида и с его помощью запускает другой космический корабль Создателей. Она намеревается достичь их родного мира в попытке понять, почему они хотели уничтожить человечество.
Из груди поверженного Создателя, заражённого кальмарообразным чудовищем, вылезает существо, похожее на разновидность Чужого.

## В ролях

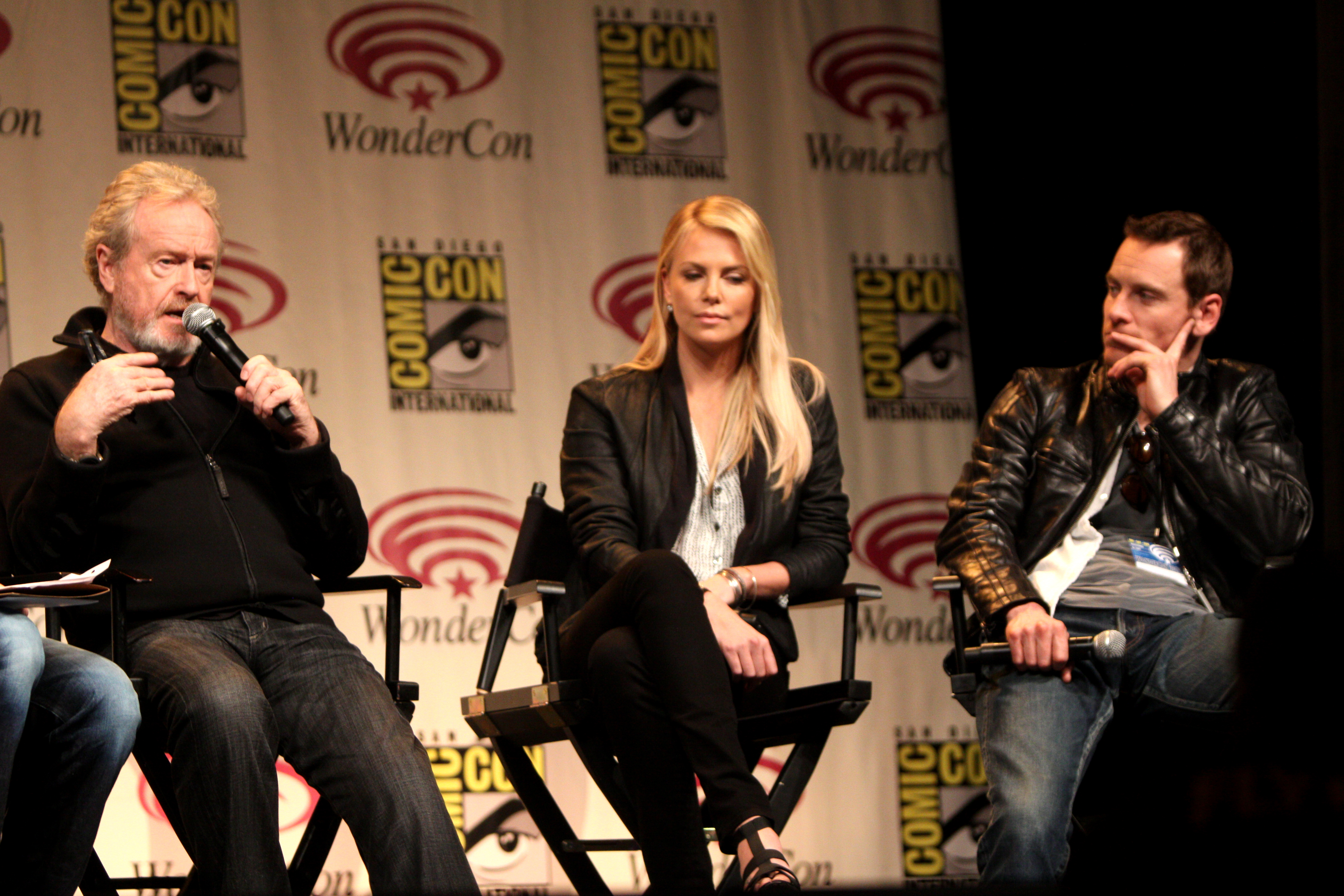
Режиссёр Ридли Скотт с Шарлиз Терон и Майклом Фассбендером

| Актёр              | Роль                                   |
| ------------------ | -------------------------------------- |
| Нуми Рапас         | археолог Элизабет М. Шоу               |
| Майкл Фассбендер   | андроид Дэвид                          |
| Шарлиз Терон       | руководитель экспедиции Мередит Викерс |
| Идрис Эльба        | капитан корабля Джанек                 |
| Логан Маршалл-Грин | археолог Чарли Холлоуэй                |
| Гай Пирс           | Питер Вейланд                          |
| Рэйф Сполл         | биолог Милбёрн                         |
| Шон Харрис         | геолог Файфилд                         |
| Кейт Дики          | медик Форд                             |
| Бенедикт Вонг      | пилот Равель                           |
| Иман Эллиот        | пилот Ченс                             |
| Бренуэлл Донахи    | наёмник Джексон                        |
| Владимир Фурдик    | наёмник Владимир                       |
| Си Си Смифф        | наёмник Шеппард                        |
| Шейн Стейн         | наёмник Тэплоу                         |
| Джеймс Эмбри       | механик Джеймс Эмбри                   |
| Флориан Робин      | механик Барнс                          |
| Мэттью Бёрджесс    | механик Рэй                            |
| Юджин О’Хэр        | механик Уоллес                         |
| Иэн Уайт           | выживший Создатель                     |
| Дэниел Джеймс      | пожертвовавший собой Создатель         |
| Джон Лебар         | голографический Создатель              |
| Люси Хатчинсон     | восьмилетняя Шоу                       |
| Патрик Уилсон      | отец Шоу                               |
| Джаннина Фасио     | мать Шоу                               |
| Анил Билту         | преподаватель лингвистики              |

## Темы
Название фильма «Прометей» прямо отсылает к Прометею из древнегреческой мифологии, который даровал человечеству огонь, за что подвергся наказанию. Боги хотят ограничить своих созданий на случай, если они попытаются их узурпировать. Фильм показывает последствия от встречи человека с богами. Доктор Элизабет Шоу, одна из главных героинь, ищет подтверждения своих религиозных убеждений, и она, также как и мифологический Прометей, получает наказание за своё высокомерие. Фильм лишь предоставляет элементы информации, но оставляет выводы за аудиторией. Дальнейшие религиозные намёки подразумевают решение Инженеров наказать человечество, предположительно, за события, что произошли 2000 лет назад. Скотт развивал идею, что на Землю был отправлен один из Инженеров, чтобы остановить растущую среди народов агрессию, но в итоге оказался распят, подразумевая, что это был Иисус Христос. Тем не менее, Скотт в итоге решил, что такая явная отсылка будет слишком очевидно указывать на скрытый религиозный подтекст.
Искусственный интеллект, — общая тема на протяжении всей карьеры Скотта, особенно в фильмах «Бегущий по лезвию» и «Прометей». Андроид Дэвид выглядит как обычный человек, но он не хочет быть человеком со всеми его пороками, и пока люди пытаются найти своих создателей, Дэвид просто существует среди своих творцов и служит им. Линделоф описывает корабль как своеобразную тюрьму для Дэвида. В конце фильма Вейланд умирает и запрограммированный на службу своему создателю Дэвид в некотором роде теряет смысл бытия. Линделоф объяснил, что программы Дэвида теряют ясность и он может быть перепрограммирован Шоу или даже самостоятельно. Дэвид искренне заинтересован в том, чтобы следовать за Шоу, частично из соображений выживания, а частично из любопытства.
Другая тема — сотворение мира и вечные вопросы: «Кто я? Кто создал меня? Почему ты оставил меня?». Развитие мифологии во франшизе исследовало иудео-христианские мотивы, но Скотт был заинтересован в греко-римской и ацтекской мифологии, в которой боги создают людей по своему образу, жертвуя какой-то частью себя. Это творение показано во вступительной части фильма, когда Инженер жертвует собой после поглощения тёмной жидкости, действуя как «садовник в космосе», который оживляет некогда бесплодный мир. Одна из экспедиций Инженеров создаёт людей, которые, в свою очередь, создают уже искусственную жизнь по своему образу. Дэвид вводит тёмную жидкость Холлоуэю, который оплодотворяет бесплодную Шоу, — чудовищный отпрыск Шоу оплодотворяет Инженера, создавая в итоге существо третьего поколения. Скотт сравнил Инженеров с тёмными ангелами из поэмы «Потерянный рай» Джона Мильтона и сказал, что человечество было их потомством.
Шоу — единственная верующая в команде. Линделоф объяснял, что, по сценарию, вера считалась устаревшей в науке к 2093 году. Встретив создателей, Шоу не теряет веру, а лишь укрепляет её. Линделоф развивает мысль: задавать вопросы и искать ответы на них — вот смысл жизни, и поэтому для аудитории намеренно оставлены сомнения в том, была ли Шоу «защищена Богом». Именно Скотт хотел, чтобы фильм закончился словами Шоу, что она, несмотря на события фильма, будет и дальше искать ответы на свои вопросы. Линделоф сказал, что фильм исследует, могут ли научное знание и вера в Бога сосуществовать.
Помимо ряда отсылок к «Потерянному раю», Говиндини Мурти из «The Atlantic» написал, что «поразительные концепции, которые Ридли Скотт изобретает для фильма, ссылаются на всё: от „Космической одиссеи 2001 года“ Стэнли Кубрика до Витрувианского человека Леонардо да Винчи и Планеты вампиров Марио Бавы. Скотт расширяет оригинальную вселенную Чужих, используя английскую мифологию, а также упомянутую ранее поэму „Потерянный рай“ Мильтона вкупе с символическими картинами Уильяма Блейка».

## История создания
Ридли Скотт в интервью 2002 года заявлял, что хотел бы снять фильм, раскрывающий тайну происхождения Чужих. Зрители ждали историю про экипаж того самого инопланетного корабля, который был найден рудовозом «Ностромо» (см. сюжет фильма «Чужой» 1979 года). Ридли Скотт планировал сиквел, который продолжит историю Чужих и «Космических жокеев» (англ. Space jockey) (ранее в сети было популярно название «Космические жокеи»). Жокей ненадолго появляется в первом «Чужом» в качестве погибшего пилота на заброшенном космическом корабле. Сигурни Уивер тоже выразила заинтересованность в возвращении во франшизу. Режиссёр «Чужих» Джеймс Кэмерон обсудил со Скоттом потенциал продолжения и начал работать с другим сценаристом над сюжетом для фильма. Именно тогда компания 20th Century Studios обратилась к Кэмерону со сценарием кроссовера «Чужие против Хищников» из франшизы «Хищник»; этот проект позже стал научно-фантастическим фильмом 2004 года «Чужой против хищника». Кэмерон прекратил работу над своим проектом, полагая, что кроссовер «убьёт действительность франшизы». В 2006 году Кэмерон подтвердил, что не вернётся к проекту сиквела «Чужой».
В мае 2009 года представители 20th Century Studios заявили, что проект является «перезагрузкой» франшизы «Чужой», а вскоре после этого был объявлен безымянным приквелом. Разработка остановилась в июне 2009 года, потому что Ридли Скотт советовал сделать режиссёром бывшего директора телевизионной рекламы Карла Эрика Ринша. Однако боссы 20th Century Studios были заинтересованы только в его кандидатуре. В июле 2009 года со Скоттом был заключён контракт на постановку фильма, а также был нанят сценарист Джон Спэйтс, на основании выдвинутых им идей для прямого приквела «Чужой». На кинофестивале в Лондоне в конце октября 2009 года, Скотт указал на более масштабный характер сценария:
У нас будет совершенно новая история. Мы уже подготовили концепцию, сценарий сейчас пишется. Действие приквела будет происходить раньше известных событий. Сложно указать год действий, но, если взять, что действия оригинального „Чужого“ происходили в конце XXI столетия, то наш сюжет начнёт развитие за тридцать лет до тех событий.
По сообщению SkyNews на съёмочной площадке «был воссоздан макет пилота из первого фильма, а часть действий будет происходить на космическом корабле, управляемом гигантской биомеханической головой».
В июне 2010 года Скотт объявил о начале съёмок, а дата премьеры была назначена на январь 2011 года. В июле 2010 года был нанят Деймон Линделоф, чтобы переработать сценарий Спэйтса. В октябре 2010 года Линделоф представил новый сценарий. 1 октября 2010 года ресурсе ScriptFlags было указано, что Ридли Скотт требует 250 млн долларов на съёмки фильма, а руководство 20 век Фокс планирует вложить в проект намного меньшую сумму. Кроме этого, режиссёр желал снять фильм с рейтингом «R» (ранее он давал обещания снять «жёсткие и мрачные» приквелы), но руководство настаивало на рейтинге «PG-13», который доступен для большего числа зрителей. Первоначально Ридли Скотт планировал снять дилогию, а также привлечь к съёмкам актёра Леонардо Ди Каприо, из-за которого даже сделал отсрочку в съёмках, однако в конечном счёте от обеих идей отказались.
В сентябре 2011 года было объявлено, что Ридли Скотт утверждён на место режиссёра приквела «Чужого». Ранее, в декабре 2010 года, сообщалось, что фильм будет называться «Рай», — в честь поэмы Джона Мильтона «Потерянный рай», но Скотт посчитал, что это может преждевременно передать слишком много намёков о сюжете картины. Генеральный директор 20th Century Studios Томас Ротман предложил название «Прометей», которое и было утверждено в январе 2011 года. Дату релиза назначили на 8 июня 2012 года. 14 января 2011 года Скотт заявил, что "хотя «Чужой» действительно был отправной точкой для этого проекта, но в результате творческого процесса возникла новая большая Вселенная с собственной мифологией, в которой и будет происходить уже новая оригинальная история. По словам постановщика: «Страстный фанат узнает „Нить ДНК Чужого“, так сказать, но идеи, затронутые в этом фильме, уникальны, масштабны и провокационны». В июне 2011 года Скотт и Линделоф подтвердили, что действие «Прометея» происходят в той же Вселенной, что и события прошлых фильмов «Чужой». В июле 2011 года Скотт заявил, что «к концу третьего акта зритель начнёт понимать, что такое ДНК самого первого Чужого, и после это не будет показано ни в одном из последующих фильмов». По его словам, фильм снят, чтобы хотя бы частично показать историю «пилота». Появившиеся в январе 2011 года слухи, что фильм вообще не имеет отношения ко вселенной «Чужих» были опровергнуты, в том числе исполнителем одной из главных ролей — Майклом Фассбендером.

### Сценарий
В конце 2009 Джон Спэйтс обсудил со Скоттом его желание продолжить «Чужой». Спэйтс предложил концепцию и «мост», который соединит историю персонажей из первого фильма с новыми картинами. Благодаря идеям этого «моста» Спэйтса сразу же наняли. Спэйтс утверждал, что создал концепцию спонтанно, без предубеждений. Спэйтс написал «чрезвычайно подробный план» на 20 страницах, а через четыре недели предоставил черновик. В течение 12 часов Скотт вернул его с правками, которые Спэйтс переделывал всё Рождество. Спэйтсу было поручено исследовать неразгаданные тайны Чужого, такие как «Космический жокей». Он сказал: «тайны Чужого чужеродные по своей природе, а загадки приводят к пришельцу: кошмарному существу в экзоскелете и… слоноподобному Титану, которого называют „космический жокей“… Как заставить кого-нибудь сопереживать такими существами?». Его решение заключалось в том, чтобы связать тайны Чужого с прошлым или будущим человечества. Он сказал: «Если сюжет каким-то образом нашёл глубокие связи с человеческой историей, то это важные вещи, что изменят смысл нашей жизни». Спэйтсу было сложно перевести стилистические визуальные концепции Скотта в текст, и он периодически ограничивал некоторые идеи Скотта. Он напомнил Скотту, что в одной из сцен персонажи были подвержены гравитации и поэтому не могли просто парить. К апрелю 2010 года сценарий был в четвёртом варианте. Скотт сказал: «Мы говорим о богах и Инженерах космоса. Были ли Чужие спроектированы как форма биологического вооружения? Или сама природа начал очистку планеты?». В июне 2010 года Скотт объявил, что сценарий готов и он начнёт съёмки.

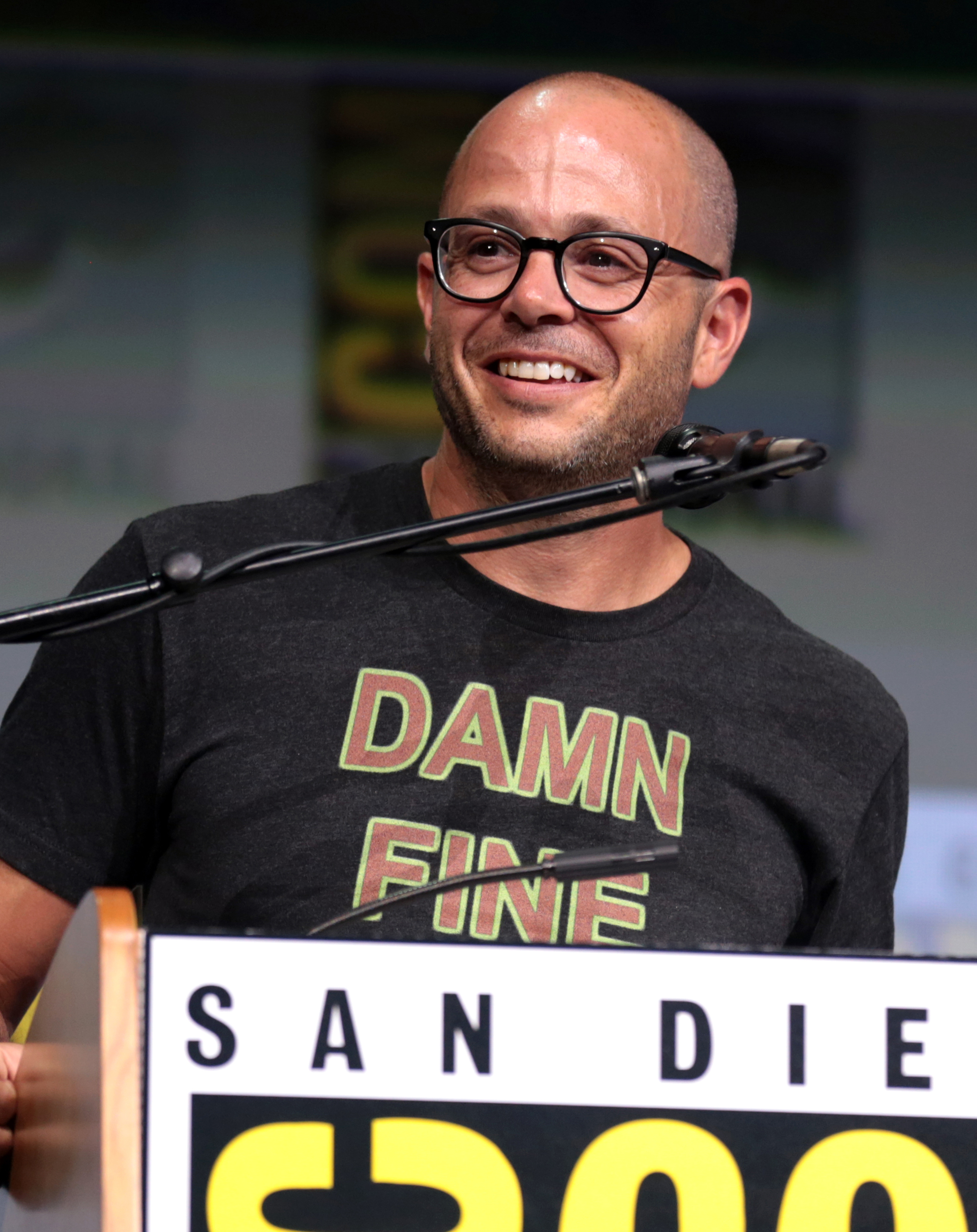
Деймон Линделоф.

В июле 2010 года Скотт попросил Деймона Линделофа посмотреть сценарий Спэйтса. Линделоф нашёл общую концепцию привлекательной, но сюжет слишком сильно зависимым от элементов фильма «Чужой», таких как жизненный цикл существа. Сюжет был выстроен как прямой приквел к фильму «Чужой», что переходит к события из первого фильма и воссоздаёт знакомые реплики. Скотт хотел избежать повторения своих предыдущих достижений. Линделоф сказал: «Если в финале „Прометей“ будет просто комната наполненная яйцами Чужих, в которую входит Джон Хёрт, то в этом нет ничего интересного, потому что мы уже знаем, чем это закончится. В хороших историях вы не знаете, чем всё закончится». Он заключил, что «приквел должен, по сути, предшествовать событиям первого фильма, но быть о чём-то совершенно другом, с другими персонажами, и иметь другие темы, но происходить в том же мире». Линделоф счёл сценарий достаточно сильными для сцен выживания против Чужого, но, по его мнению, они были разбавлены приобретёнными эффектами. Он сказал: «Продюсеры просто искали кого-нибудь, чтобы сказать им: „Эй, нам здесь не нужны инопланетяне“. Вместо того сюжет может идти параллельно с первым „Чужим“, и иметь продолжение „Прометей 2“, а не „Чужой“, и представить идеи того, как продолжение может сработать».
В конце 2010 года Линделоф встретился с продюсерами и был нанят как сценарист. При Линделофе сценарий превратился из приквела «Чужой» в новое оригинальное творение. Скотт и Линделоф работали вместе с июля по август 2010 года, чтобы создать видение, которое Скотт хотел передать, и внести такие изменения, как уменьшение символизма и шаблонов «Чужого». В середине сентября 2010 года Линделоф предоставил первый черновик, над которым он работал пять недель. Вдохновлённый сценарием фильма «Бегущий по лезвию», Линделоф подумал, что темы роботов тоже можно совместить с «Прометей», чтобы задать более серьёзные вопросы, чем, по его мнению, обычно задаются в научно-фантастических фильмах. Линделоф сказал:
«Бегущий по лезвию», может, не преуспел в финансовом плане, но люди всё ещё говорят о нём, потому что он пропитан большими идеями. Скотт также говорил о важных темах в «Прометей». Люди хотели получить ответы на важные вопросы. Я подумал, что мы можем снять это даже не слишком претенциозно. Никто не хочет смотреть фильм, в котором люди плавают в космосе и говорят о смысле жизни... Это уже было в оригинальном сценарии, и Скотт просто хотел поднять этот вопрос ещё раз.
Сюжет Ридли Скотта частично вдохновлён работой «Колесницы богов» Эриха фон Деникена о теориями древних астронавтов, которые выдвигают гипотезы о том, что жизнь на Земле была создана инопланетянами. Скотт сказал: «НАСА и Ватикан согласны с тем, что это почти математически невозможно, чтобы мы оказались там, где мы находимся сегодня, без небольшой помощи на этом пути… Это то, на что мы смотрим в этом фильме и в некоторых идеях Деникена о том, как появились люди». Спэйтс предположил, что андроид Дэвид не хочет быть похожим на людей, чтобы избежать общих тем «роботизированного повествования» из «Бегущий по лезвию». Он внёс идею, что пока команда учёных ищет своих создателей, то Дэвид сам станет создателем, и Скотт их одобрил. Линделоф чувствовал важность того, чтобы Шоу отличалась от Рипли из «Чужой», чтобы избежать неизбежных сравнений между двумя персонажами. Линделоф потратил около восьми месяцев на доработку сценария, закончив в марте 2011 года, перед самым началом съёмок.
Новеллизация фильма была выполнена Джои Спэйтсом и Деймоном Линделофом и выпущена 1 августа 2012 года, однако она была издана только в Японии и на японском языке.

### Подбор актёров
Претендентками на главную женскую роль — археолога Элизабет Шоу, были Энн Хэтэуэй, Натали Портман, Джемма Артертон, Кэри Маллиган, Эбби Корниш и Нуми Рапас. Выбор был сделан в пользу последней. Рапас отвергла сравнение своей героини с Эллен Рипли из оригинального «Чужого». Она описала Элизабет Шоу как глубоко верующую христианку, которой приходится стать воином вследствие происходящих в фильме событий. Для того, чтобы полностью вжиться в роль, актриса мысленно разработала полную историю персонажа. Чтобы добиться правдоподобного английского акцента, Рапас работала с преподавателем. Она прибегала к услугам гримёра для дополнительного изображения крови и пота, чтобы точнее изобразить героиню фильма. Актриса сказала, что съёмки с её участием длились шесть месяцев и были такими интенсивными, что она иногда чувствовала сильную боль от перенапряжения, но это всё равно было очень удивительно.
Майкл Фассбендер был утверждён на роль Дэвида в январе 2011 года, несмотря на утверждения, что его агенты запросили слишком высокий гонорар. Создатели описали Дэвида как андроида, созданного, чтобы быть неотличимым от людей, обязанного следить за «Прометеем», но начавшего проявлять «своё эго, неуверенность, ревность, злость». Фассбендер заявил, что его персонаж «смотрит на экипаж как на детей. Он ревнует к ним и ведёт себя высокомерно, потому что понимает, что его разум совершенен и, следовательно, он превосходит человека. Дэвид хочет, чтобы его признали и высоко ценили». При исполнении этой роли актёр избегал смотреть в сторону андроидов из фильмов «Чужой» и «Чужие», вместо этого он основывался на андроидах из другого фильма Ридли Скотта — «Бегущий по лезвию». Другие источники его вдохновения — смешная походка и экономичные движения олимпийского чемпиона по прыжкам в воду Грега Луганиса и игра Дэвида Боуи в фильме «Человек, который упал на Землю», и Дирка Богарда в «Слуге». Светлые волосы и причёска Дэвида были созданы на основе причёски Питера О’Тула в «Лоуренсе Аравийском».
На роль Мередит Викерс, второй главной героини, рассматривались кандидатуры Шарлиз Терон, Анджелины Джоли и Мишель Йео. В итоге роль получила Шарлиз Терон. Она поначалу отказывалась от роли из-за своего участия на съёмках фильма «Безумный Макс 4», но после того, как фильм был отложен, она смогла начать сниматься в «Прометей».
Гай Пирс сыграл Питера Вейланда — мультимиллиардера, основателя и генерального директора «Weyland Corp». Сценарист фильма Деймон Линделоф описал его, как имеющего огромное эго и комплекс Бога. Гай Пирс утверждал, что у него будет краткое появление в фильме, сказав «я там только на минуту».
Идрис Эльба сыграл Джанека, капитана «Прометея». Он описал своего персонажа как «грузчика и моряка с военным прошлым». Он отметил, что, будучи капитаном, Джанек ответственен за экипаж и что он «реалистичный и прагматичный персонаж, он должен вмешиваться в фильм с огромной идеей, чтобы сказать „Подождите… а зачем мы это делаем?“». Почти все сцены с Эльбой сняты внутри декораций корабля.
Логан Маршалл-Грин исполнил роль Чарли Холлоуэя — коллегу Шоу и её возлюбленного. Он описал своего героя как «учёного из Всемирных экстремальных игр», пояснив, что ему нравится играть персонажа с философией «сначала делаю, а потом смотрю». Актёр отметил, что Холлоуэй «не хочет встретиться со своим создателем, он хочет стоять рядом с ним. Он готов шагнуть на самый край, чтобы сделать это». Описывая мотивацию своего персонажа, Маршалл-Грин говорит, что «он идёт до крайности во всём, что делает, иногда лучше, иногда хуже [Экипажа „Прометея“]. Я думаю, это его заставляет азарт поиска». Он противопоставляет Холлоуэя Шоу — «Она верующая. Я учёный. Я скептик. Я атеист».
Рейф Сполл сыграл ботаника Милбёрна. Актёр пробовался на другую роль, но режиссёр решил, что Сполл должен сыграть именно Милбёрна. На пробах актёр сказал: — «„Чужой“ является одним из лучших фильмов, когда-либо снятых, и это настоящий кайф быть в скафандре из „Чужого“, с Ридли Скоттом, который приходит и говорит с тобой. Это невероятно. Вот почему я хотел бы быть актёром, чтобы быть в скафандре с „Чужого“».
Шон Харрис исполнил роль Файфилда, геолога, ставшего психически неустойчивым после многих миссий. Харрис описывает своего персонажа как «тот, кто чувствует, когда что-то происходит. Он — парень из твоей группы, который говорит „Не ходите в этот тоннель! Мы не должны это делать!“». У героя ярко-красный ирокез, эта причёска разработана Харрисом и Скоттом на основе эскиза Скотта «человека с суровой стрижкой».
Роль последнего выжившего Создателя сыграл валлийский актёр Иэн Уайт. Он — давний фанат Чужих и Хищников и уже участвовал в создании фильмов о них — он играл Хищника Шрама в «Чужой против Хищника» и Хищника Волка в «Чужие против Хищника: Реквием».
Среди других актёров, принявших участие в фильме — Иман Эллиот и Бенедикт Вонг, сыгравшие пилотов Ченса и Равеля, Патрик Уилсон, исполнивший эпизодическую роль отца Шоу в воспоминании героини.

### Съёмки
Подготовительные работы начались в апреле 2010 года. Команда разработала графический дизайн для фильма. Ридли Скотт убедил студию «20 век Фокс» вложить миллионы долларов в наём учёных и художников-концептуалистов для разработки видения конца XXI века. Производство «Прометей» было отмечено высокой степенью секретности.
Съёмки начались в марте 2011 года в Торонто, позже Скотт перевёз группу в Лондон. Другие места съёмок — Марокко, Шотландия и Исландия. Премьера фильма во Франции, Бельгии, Швейцарии и России состоялась 30 мая 2012 года. В Великобритании премьера прошла 1 июня, в США — 8 июня, в Германии — 9 августа.
В июле 2011 года Линделоф сказал, что фильм будет опираться на практические эффекты и будет использовать компьютерную графику для предварительной визуализации эффектов внешнего пространства. Скотт сказал, что «вы можете делать всё, что захотите» с помощью цифровых технологий, и «Даг Трамбал однажды сказал мне: „Если ты можешь делать это вживую, делай это вживую“ — Это было 29 лет назад. Несмотря на то, что у нас есть замечательные цифровые возможности, я всё ещё говорю, делайте это вживую. Это дешевле». Оператор Дариуш Вольски убедил Скотта, что можно снимать в 3D с такой же лёгкостью, что и в 2D-съёмках. 3D-компания 3ality Technica предоставила некоторое оборудование для 3D-съёмок и обучила съёмочную группу работе с ним. По словам Скотта, решение сниматься в 3D добавило 10 миллионов долларов к бюджету фильма. Поскольку для 3D-фильмов требуется высокий уровень освещения на съёмочной площадке, характерная тёмная атмосфера фильма «Чужой» поступила в монтаж с использованием цветокоррекции. 3D-оборудование основано на технологии поставатар.
Этап фотосъёмки основных планов начался 21 марта 2011 года с бюджетом в 120—130 миллионов долларов и длился 82 дня. Проект был снят с использованием 3D-камер повсюду, почти полностью на практических площадках, а также в локациях Англии, Исландии, Испании и Шотландии. Съёмки начались в Shepperton Studios и Pinewood Studios в Англии.
Экстерьеры инопланетного мира были сняты в Исландии, где съёмки длились две недели. Работа началась 11 июля 2011 года у подножия действующего вулкана Гекла на юге Исландии. Съёмки также проходили в Деттифоссе, одном из самых мощных водопадов в Европе. В сентябре 2011 года съёмки переместились в аудиовизуальный комплекс Ciudad de la Luz в Аликанте, Испания. Съёмки также проходили в долине Вади Рам в Иордании. В производстве использовались пять установок 3ality Technical Atom 3D, четыре из которых были оснащены камерами Red Epic 3D, на тележках и штативах. Пятая установка использовала камеру Epic в качестве статичной камеры, которую применяли лишь изредка.
Визуальные эффекты в «Прометей» содержат около 1300 снимков с цифровым эффектом. Основной студией эффектов была Moving Picture Company (MPC), которая произвела 420 кадров. Также работали другие студии: Weta Digital, Fuel VFX, Rising Sun Pictures, Luma Pictures, Lola Visual Effects и Hammerhead Productions. Сложную сцену создания жизни из распадающейся ДНК Инженера в начальной сцене фильма было создано WETA Digital. В сцене использовали разлагающиеся шипы рыбы, в то время, как оцифрованная ДНК Инженера имела расплавленный вид, которая стремительно рекомбинируется в земную ДНК. Специалисты вырезали структуру ДНК из силикона и накачали её чёрными чернилами, и маслами, снимая происходящие изменения. Ключевая сцена с большой трёхмерной голограммой звёздной карты, получившая название Оррери, была вдохновлена картиной Джозефа Райта 1766 года «Лекция философа об Оррери», в которой учёный демонстрирует механический планетарий при свете свечей. Скотт сказал, что не представлял некую картину, но не знал названия и описал её как «круги в кругах с изображением зажжённой свечи». Спэйтс сказал: «Совершая прыжок от звёздной карты, к картине эпохи Просвещения, а затем обратно в далёкое будущее, Скотт начинал глубоко думать в этом направлении». Оррери был одним из самых сложных визуальных эффектов, он содержал 80-100 миллионов полигонов, а на его рендеринг в кадре ушло несколько недель.
Звуковые эффекты создавались с помощью различных источников, включая крик попугая. Попугай звукорежиссёра Энн Скибелли записывался в течение нескольких недель, чтобы задокументировать её различные вокализации, что затем использовались в качестве звуковых сигналов тревоги и криков инопланетного отпрыска Шоу. Блестящий лёд на каменных цилиндрах был создан путём нанесения леденцов Pop Rocks на влажный металл и камень, которые затем были опрысканы водой, для получения звука «хлопка, треска».

### Монтаж
Ридли Скотт использовал 3D-кадры, чтобы усилить иллюзию глубины. Несмотря на то, что это был его первый 3D-фильм, он нашёл этот процесс лёгким. Скотт сказал: «Вы можете буквально повернуть ручку, и глубина увеличится», и «хитрость в том, чтобы не переусердствовать». В декабре 2011 года Рапас записала дополнительные диалоги для фильма. В январе 2012 года были сняты дополнительные сцены, включая однодневную съёмку на острове Скай, Шотландия, и новую сцену, снятую в пещере, в горах Шотландии. Для тёмных сцен плёнка подвергалась цветокоррекции, чтобы компенсировать потерю света в 3D-очках, чтобы изображение было сопоставимо с 2D-версией.
В июле 2011 года Скотт сказал, что снимает «Прометей» как с рейтингом R (для взрослых), так и с рейтингом PG-13, что позволяет при необходимости вырезать больше контента для взрослых без ущерба для общей презентации. Скотт сказал, что несёт ответственность перед 20 век Фокс за возможность представить версию фильма с рейтингом PG-13, если того потребует студия. Скотт сказал: «Вопрос в том, какой рейтинг выбираете вы, а в финансовом отношении и это имеет большое значение… по сути, в R дело не только в крови, а в идеях, которые вызывают большой стресс». Скотт также сказал, что, независимо от рейтинга, он представит самую агрессивную версию фильма, которая могла бы быть, в то время, как директор студии Ротман сказал, что не будет вынуждать Скотта идти на компромисс с качеством фильма, чтобы избежать рейтинга R. 7 мая 2012 года 20 век Фокс подтвердили, что фильм получил рейтинг R и будет выпущен без каких-либо сокращений. По словам Скотта, сцена, в которой Шоу хирургическим путём удаляет своего инопланетного отпрыска, была существенной причиной ограничения рейтинга; сцена драки между Шоу и Инженером в финале была сокращена, поскольку тот получил ранение, что уменьшило его роль. Скотт завершил работу над фильмом в марте 2012 года.

## Музыка
Марк Штрайтенфельд, который работал со Скоттом над более ранними проектами, написал музыку к «Прометей». На запись с оркестром из 90 человек в студии Abbey Road в Лондоне, Англия, ушло чуть больше недели. Штрайтенфельд начал писать идеи для музыки после прочтения сценария, перед началом съёмок. Он использовал несколько необычных приёмов для создания партитуры и сказал: «На самом деле я записал ноты в обратном порядке, чтобы оркестр проиграл их в обратном порядке, а затем я перевернул их в цифровом формате. Итак, вы слышите партитуру в том виде, в котором она написана, та же мелодия, но с оркестром, который звучит наоборот, что придаёт ей необычный, тревожный звук». Альбом «Прометей» (оригинальный саундтрек к фильму) был выпущен на iTunes 15 мая 2012 года, и на компакт-диске 4 июня, 2012. В него вошли 23 трека Штрайтенфельда и два дополнительных трека Гарри Грегсона-Уильямса. В фильме фигурирует «Прелюдия капли дождя» Фредерика Шопена (1838). В трейлерах звучит композиция «Judge and Jury» Audiomachine и «Sarajevo» Max Ritcher.

## Дизайн
Художник-постановщик Артур Макс возглавил команду дизайнеров фильма. Его команде художников было поручено создать визуальные эффекты Чужого и реконструировать их для хронологически более раннего окружения в Прометей. Они вдохновлялись дизайном оригинального «Чужой» Руди Гигера вместе с дизайнерами Роном Коббом и Крисом Фосса, включая их проекты для оригинального фильма, который Скотт не смог разработать в то время.

### Скафандры
Запоминающийся дизайн скафандров экипажа Скотт разработал вдохновляясь дизайном сферических стеклянных шлемов, после прочтения биографии Стива Джобса о строительстве офиса из прочного стекла Gorilla Glass. Скотт сказал: «Если я в 2083 году соберусь в космос, то зачем мне проектировать шлем со слепыми зонами? Я хочу, чтобы у меня было обозрение на 360 градусов. К тому времени стекло станет светлым и прочным, и вы не сможете разбить его пулей». Внутри шлемов было девять работающих видеоэкранов, внутреннее освещение, подача воздуха от двух вентиляторов и аккумуляторы, спрятанных в рюкзаке. Внешний вид шлема отличался функциональным источником света и видеокамерами высокого разрешения с датчиками и записывающим устройством. Что касается материала костюма, Скотт хотел избежать громоздкого костюма в стиле НАСА. Его постоянный сотрудник, Джанти Йейтс, использовал концепции медицинских исследований, относящиеся к процедурам и материалам для замены кожи, чтобы разработать одежду, которая была бы правдоподобной, гибкой и удобной. Экипировка состояла из неопренового костюма, который носили под космическим скафандром, основы, к которой можно было прикрепить шлем, и рюкзак. На борту корабля Йейтс придал персонажам особый вид. Терон одета в серебристо-серебристый костюм из шёлкового мохера. Йейтс сказал: «Виккерс, Терон — ледяная королева. Мы всегда стремились сделать её максимально скульптурной». Дэвид одет так же, как и другие члены экипажа, но его наряд приобрёл более тонкие линии, чтобы создать более линейный вид — чтобы создать непринуждённый вид. Холлоуэй Маршалл-Грина одет в худи, рыболовные штаны и шлёпанцы, а Эльба одет в промазанную холстом куртку, символизирующую его долгую карьеру у штурвала корабля.

### Машины
Артур Макс разработал декорации, ландшафт, структуры инопланетного мира, транспортные средства, корабли Инженеров и «Прометей». Цифровые 3D-модели и миниатюрные копии были созданы, чтобы дизайнеры могли понять, где будут вставлены элементы CGI. Чтобы лучше сочетать практическое и цифровое изображение, команда дизайнеров взяла образцы горных пород в Исландии, откуда они взяли графические текстуры с настоящими камнями. Чтобы создать «Прометей», Макс исследовал конструкции космических аппаратов НАСА и Европейского космического агентства и расширил эти концепции своими собственными идеями о том, как могут выглядеть космические аппараты будущего. Он сказал, что хочет «сделать что-то ультрасовременное, представляющее собой флагманский космический корабль со всеми технологиями, необходимыми для исследования глубоких уголков галактики».
Интерьер «Прометей» представляет собой двухуровневую конструкцию, перед которой находится большое бронированное стекло. Комната Терон были спроектирована так, чтобы отражать её высокий статус в команде, она обставлена современными и футуристическими предметами, включая люстры Swarovski, и пианино Fazioli. Корабельный гараж был построен на заднем дворе Pinewood Studios в Англии. Транспортные средства внутри были построены за 11 недель и спроектированы для работы на труднопроходимой местности, обладая при этом футуристической эстетикой. Макс создал большую пирамиду для инопланетного мира, основные внутренние области которой были соединены серией камер, коридоров и туннелей; декорации были настолько большими, что внутри них потерялись некоторые члены съёмочной группы. Пирамида была улучшена на этапе постобработки, чтобы ещё больше увеличить её размер. Статуи с головой гуманоида были спроектированы так, чтобы напоминать интерьер собора и производить квази-религиозное впечатление. Гигер разработал фрески, которые появляются в зале.
Для сцены спуска Прометея на инопланетную Луну LV-223 арт-директор по визуальным эффектам Стивен Мессинг использовал изображения НАСА, включая структуры вихревых облаков. Он также использовал аэрофотоснимки Исландии и Вади Рам, сделанные командой визуальных эффектов Ричарда Стаммерса. Мессинг закрасил эти изображения и объединил их с расширениями 3D-снимков, чтобы создать реалистичный ландшафт. Скотт хотел, чтобы сцены спуска корабля имели ощущение величия, чтобы контрастировать с тёмным и скрытым приземлением, показанным в «Чужой» 1979 года. Большая часть мира LV-223 была основана на мире, показанном в «Чужой», но сокращены, поскольку Скотт считал некоторые элементы слишком нереалистичными (учёные не могут изобрести посадочные аппараты из-за ряда проблем). Особое влияние оказали марсианская гора Олимп и несколько крупных горных построек на Земле. Советники НАСА представили концепции эстетики инопланетных миров, которые были включены в проектную работу. MPC разработали цифровое представление Вади Рам, используя материалы дизайна, чтобы определить местонахождение пирамиды пришельцев и посадочной площадки для «Прометей», и изменили размеры природных объектов планеты по сравнению со структурами пришельцев.

### Пришельцы
Нил Сканлан и Конор О’Салливан разработали инопланетных существ в фильме, стремясь передать, что каждое существо имеет логическую биологическую функцию и цели. Сканлан сказал, что по большей части, Скотт черпал вдохновение из естественных формах жизни, такой как растения и морские существа. Дизайнер существ Карлос Хуанте решил сделать рисунки существ бледными, чтобы контрастировать со мрачной эстетикой Чужого художника Гигера. Уанте сделал белые эмбрионы, потому что события в фильме происходят до того, как подействовало влияние Гигера. Хуанте вдохновлялся работами, которых Скотт использовал при создании бледнокожих Инженеров. Хуанте также сослался на другие работы Гигера, национальные памятники, большие скульптуры и мемориальную мемориал Неистового Коня в Южной Дакоте. Часть ранних дизайнерских работ Хуанте включала разработку предшественников Лицехватов и примитивного инопланетного существа, но они были вырезаны из окончательной версии. При проектировании Инженеров Скотт и Хуанте ссылались на картины Уильяма Блейка и Уильяма Тёрнера, а также на классические скульптуры. Скотт хотел, чтобы инженеры напоминали греко-римских богов, и поручил дизайнеру Невиллу Пейджу сослаться на Статую Свободы, Давида Микеланджело и Элвиса Пресли. 8-футовые Инженеры были созданы путём наложения громоздких протезов всего тела на актёров, черты лица которых были уменьшены материалом, а затем были усовершенствованы цифровым способом, чтобы сохранить «божественное» физическое совершенство. Скотт описал Инженеров как высоких, элегантных «тёмных ангелов».
Змееподобный инопланетянин, получивший название «Молотопод», был воплощён в жизнь благодаря сочетанию компьютерной графики и практических эффектов, а провода, управляющие практической марионеткой, были удалены в цифровом виде. Для сцены, в которой космическая кобра была обезглавлена, команда визуальных эффектов анимировала цифровым способом спонтанный рост новой головы. Во время сцены, в которой змей извергается из трупа персонажа Спола, сам Ридли Скотт управлял марионеткой при помощи проводов. Скотт, как он уже делал это ранее, не стал сообщать Дики о том, что должно было произойти в этой сцене, поэтому её крик был реальным. Дизайн существа частично вдохновлён полупрозрачными морскими существами с видимыми артериями, венами и органами под поверхностью кожи, а также кобрами. Дизайнеры придали существу гладкий, мускулистый и мощный вид. Ранние конструкции «трилобита», отродья со щупальцами, вырезанного из тела Шоу, напоминали осьминога или кальмара. Пейдж создал эмбрион на ранней стадии развития со щупальцами, которые начали сливаться вместе и постепенно развивались, отращивающий новые щупальца, по мере роста. Практичное существо с силиконовой кожей управлялось дистанционно аниматронным механизмом.
Мутировавшие эффекты Файфилда были достигнуты в основном за счёт использования макияжа и протезирования. Из-за опасений, что практические эффекты будут неудовлетворительными, создатели фильма завершили альтернативную версию эпизода, в которой Файфилд был представлен как «цифровой персонаж с удлинёнными конечностями и увеличенной полупрозрачной головой, включающий в себя подобие лица». Были смоделированы три других варианта мутировавшего Файфилда, но они были отвергнуты как слишком бесчеловечные.
Для своей изменившейся формы, «взрослого трилобита», Макс черпал вдохновение в членистоногом существе из кембрийского периода Земли и осьминоге-пришельце в иллюстрациях Жана Жиро к комиксу «Долгое завтра». Также использовались фото гигантского кальмара, консервированного в формальдегиде, — что встретили одобрение Скотта. Последнее из представленных в фильме существ, «Дьякон», было назван Скоттом из-за его длинной заострённой головы, которая, как он считал, напоминала митру епископа. Сканлан стремился представить генетическую линию существа, начиная с Шоу и Холлоуэя, создавших трилобита, оплодотворяющего Инженера. Тем не менее, это существо приобрело несколько андрогинный вид, поскольку «оно было рождено от женщины до того, как родиться от мужчины». Мессинг черпал вдохновение для сцены рождения «Дьякона» из рождения жеребят и создал радужный вид для его кожи, основанный на конской плаценте. Выступающая челюсть «Дьякона» была вдохновлена акулой-гоблином. LV-223 (LV — Левит) находится в системе «Дзета² Сетки» — в 60-х уфологи нарекли её базой пришельцев, похищавших людей.

## Прокат

### Премьера
Премьера «Прометей» состоялась 31 мая 2012 года в кинотеатре Empire в Лондоне. Фильм был выпущен в Великобритании 1 июня 2012 года и 8 июня 2012 года в Северной Америке. Фильм показывали одновременно в кинотеатрах IMAX и в 3D, а также с сидениями D-Box, которые обеспечивают физическое воздействие на зрителей.
В Великобритании предварительно продали 18 827 билетов на 1 миллион фунтов стерлингов (1,6 миллиона долларов). Фильм побил рекорд по самой прибыльной неделе предварительных продаж (293 312 фунтов стерлингов (474 687 долларов США)), и самой прибыльной премьере с 137 000 фунтов стерлингов (221 717 долларов США). Фильм увеличил этот рекорд до 30 000 билетов и заработал 470 977 фунтов стерлингов (737 588 долларов США), став самым бронированным фильмом в кинотеатре Лондона, превзойдя показатели громких релизов IMAX, включая «Гарри Поттер и Дары смерти — Часть 2» и «Аватар».
В Северной Америке исследование аудитории показало высокий интерес у мужчин, но низкий у женщин. За неделю до выхода фильма прогнозы о том, «Прометей» или «Мадагаскар 3» (первый семейный фильм лета), которые были выпущены одновременно, выйдут на первое место в эти выходные, оказались противоречивыми. 6 июня 2012 года Fandango сообщили, что «Прометей» обошёл «Мадагаскар 3» на 42 % ежедневных продаж. Онлайн-интерес к «Прометей» рос с каждым дополнительным рекламным отснятым материалом. Прогнозы говорили, что «Прометей» заработает около 30 миллионов долларов, а «Мадагаскар 3» — около 45 миллионов долларов. По итогу уик-энда, «Мадагаскар 3» дебютировал с 55 миллионов долларов, а «Прометей» — с 50—55 миллионов долларов. Прометей оказался в невыгодном положении из-за рейтинга R и открытия для «Мадагаскар» ещё 264 театров.

### Кассовые сборы
«Прометей» при бюджете в $100–130 млн считается финансово успешным. После хорошего старта в Северной Америке, фильм не оправдал ожиданий студии, но продолжал активно выступать на других территориях театрального показа. «Прометей» заработал 126,4 миллиона долларов (31,4 %) в Северной Америке и 276,9 миллиона долларов (68,6 %) в других странах, на общую сумму 403,4 миллиона долларов, что сделало его 18-м самым кассовым фильмом 2012 года, а в пике он стал 155-м самым кассовым фильмом в мире.
Прометей был выпущен на 15 рынках, в период с 30 мая по 1 июня 2012 года, за неделю до премьеры в Северной Америке, что обусловлено Чемпионатом Европы по футболу 2012 года. На премьере он заработал 3,39 миллиона долларов в Великобритании, 2,2 миллиона долларов в России, и 1,5 миллиона долларов во Франции. Фильм заработал 34,8 миллиона долларов за первые выходные в 4695 кинотеатрах на 15 рынках и дебютировал под номером 1 на 14, в среднем собрав 7461 доллар на кинотеатр. Его общий рейтинг за уик-энд был третьим после «Люди в чёрном 3» и «Белоснежка и охотник». Его первые выходные в Великобритании, Ирландии и Мальте (10,1 миллиона долларов), России и СНГ (9,80 миллиона долларов), а также во Франции, и регионе Магриба (6,68 миллиона долларов) принесли самые большие выручки. К 8 июня фильм попал в общей сложности на 50 рынков и имел успех в первые выходные в Австралии (7,2 миллиона долларов) и Южной Корее (4,2 миллиона долларов). Во время премьеры в конце августа в Японии фильм заработал 9,6 миллиона долларов.
В Северной Америке «Прометей» заработал 3,561 миллиона долларов в 1368 кинотеатрах, включая 1,03 миллиона долларов в 294 кинотеатрах IMAX, а за первый день показа заработал 21,4 миллиона долларов. За первый уик-энд фильм заработал 51,05 миллиона долларов в 3396 кинотеатрах — в среднем по 15 032 доллара на кинотеатр. Фильм занял второе место после «Мадагаскар 3» (60,4 миллиона долларов), что сделало его вторым по величине дебютом среди фильмов Скотта, после его триллера 2001 года «Ганнибал»; третьей по величине премьерой; девятой по величине премьерой для приквела; десятым по величине фильмом с рейтингом R. Самая взрослая аудитории на начало уик-энда были мужчины (57 %) старше 25 лет (64 %). На 3D-шоу приходилось 54 % продаж билетов, а на IMAX — 18 %, большая часть которых приходилась на 3D. Фильм финишировал 20 сентября 2012 года, после 105 дней (15 недель) в прокате, с общей суммой 126,4 миллиона долларов. Эта цифра сделала его фильмом номер 43 по самым кассовым сборам, который ни разу не заканчивал неделю как фильм номер 1.

### Носители
В США DVD и Blu-ray диски «Прометей» были доступны по предзаказу на Amazon 1 июня 2012 года, за неделю до премьеры в кинотеатрах. В качестве стимула для предварительного заказа было предложено ограниченное количество билетов в кино. В июне 2012 года телеканал FX получил права на премьерный показ фильма. 7 сентября 2012 года 20 век Фокс объявила, что «Прометей» будет первым фильмом для новой инициативы цифрового распространения «Digital HD». 18 сентября 2012 года фильм стал доступен для загрузки через такие платформы, как: Amazon, iTunes, PlayStation Network и Xbox Live, в более чем 50 странах.
Выпуск фильма на DVD и Blu-ray в США начался 9 октября 2012 года, в России — 4 октября 2012 года. Blu-ray был выпущен в виде набора из 2 дисков и «Коллекционного издания» из 4 дисков. Обе версии содержат «театральную версию» фильма, аудиокомментарии Ридли Скотта, Джона Спэйтса, Деймона Линделофа, альтернативные и удалённые сцены, и другие материалы. Коллекционное издание содержит 3D-версию фильма и около 7 часов дополнительных материалов, включая документальный фильм о создании «Прометей». 8 октября 2012 года сообщалось, что 20 век Фокс запросили «расширенную версию» для домашних СМИ, но Скотт отказался редактировать кат-сцены обратно в «театральную версию», которую он считал своей «режиссёрской версией». В течение первой недели продаж в Великобритании «Прометей» занимал первое место по продажам фильмов на DVD и Blu-ray Disc, опережая своего ближайшего конкурента в три раза. Версия Ultra HD Blu-ray была выпущена в сентябре 2017 года.

## Критика
Рейтинг веб-сайта Rotten Tomatoes показывает, что на основе отзывов 310 критиков фильм получил положительный отклик от 73 % критиков. Средний рейтинг 6,9/10, где говорится: «Амбициозный квази-приквел Ридли Скотта к „Чужой“ может не ответить на все важные вопросы, но его искупает западающее в память визуальное величие и убедительная игра — особенно Майкла Фассбендера в образе проницательного андроида». Сайт Metacritic оценил фильм на 64 баллов из 100 на основе 43 обзоров, что указывает на «в целом благоприятные» отзывы. Опросы CinemaScore показали, что кинозрители поставили фильму среднюю оценку на «B» по шкале от «A» + до «F», в то время как зрители моложе 25 лет дали ему самую высокую оценку «A». Сюжет вызвал неоднозначную реакцию критиков, которые критиковали элементы истории, оставшиеся неразрешёнными или предсказуемыми.
Тодд Маккарти из The Hollywood Reporter назвал визуальные эффекты яркими, ошеломляющими и великолепными, на высоком техническом уровне и похвалил игру Фассбендера, Рапас и Терон, но написал, что фильм «слишком угождает воображаемым ожиданиям аудитории, хотя, немного более смелые идеи могли бы привести его к неожиданным направлениям». Том Хаддлстон из Time Out London писал, что «картинка приятная, а дизайн потрясающий, но сценарий кажется плоским… диалоги ленивыми, а сюжет, хоть, и набит яркими концепциями, но просто не складывается. После приятной постановки центральный акт становится мешковатым, запутанным, и местами немного скучным, в то время, как в кульминации есть запал, но нет реального импульса». Эмануэль Леви написал, что фильм «не только не прямолинейный, но и обещает больше оригинальных идей, провокационных тем, чем может дать». Роджер Эберт дал фильму 4 звезды из 4, назвав его «безупречным сочетанием сюжета, спецэффектов и актёрского состава, снятого в эффектной трёхмерной картинке». Эберт писал, что выступление Рапас "продолжает традицию удивительной женской силы, начатую Сигурни Уивер в «Чужом», но посчитал, что Идрис Эльба имеет наиболее интересное развитие характера. Эберт посчитал, что сюжет вызывает вопросы, а не отвечает на них, что сделало фильм интригующим и параллельным «классическим традициям научной фантастики золотого века». Позже он назвал его одним из лучших фильмов 2012.
Джонатан Крокер из Total Film написал, что сюжет удачно вписался в мифологию франшизы «Чужой», предлагая при этом свои собственные оригинальные идеи. Лиза Шварцбаум из Entertainment Weekly положительно отзывалась об актёрском составе, особенно Рапас. Эндрю О’Хехир на сайте Salon написал, что фильм был «мрачным, зрелищным и тяжеловесным, но знаменательным и грандиозным… что одновременно великая сила и великая слабость фильма», и раскритиковал персонажей. О’Хехир также отметил работу оператора Вольски и дизайн Макса. Энтони Скотт из New York Times раскритиковал сюжет как слабый и заявил, что поворотные моменты повествования подрывают его «высокий, потрясающий потенциал». Он сказал, что в фильме нет разоблачений, а только «кусочки мгновенно неожиданной информации, лишённые смысла или резонанса», и что Рапас — «прекрасная героиня, уязвимая и решительная».
Критик эстрадного кино Джастин Чанг писал, что «повествовательная структура фильма не способна учесть философские идеи, и что „Прометей“ лениво откладывает ключевые моменты сюжета, предполагая, что будет снято продолжение». Питер Брэдшоу из Guardian писал, что «„Прометей“ более грандиозный, продуманный, но менее интересный, чем „Чужой“, и ему не хватало главного финального действия». Ян Натан из журнала Empire не был впечатлён Рапас, которую он назвал неубедительной, и сказал, что с «отсутствием интриги, потрёпанными персонажами, очень плохим сценарием, всё же потрясающие визуальные эффекты, мрачное безумие не могут помешать „Прометей“ почувствовать себя бедным родственником „Чужой“». В The Village Voice Ник Пинкертон писал, что фильм «склонен к поверхностной тяжеловесности и Скотт всё ещё может имитировать внешний вид эпического, благородного, важного фильма, но внешний вид — это всё». Он раскритиковал Рапас и Маршалл-Грин за то, что они не смогли вызвать интерес к их персонажам, но добавил: «Здесь есть несколько декораций, которые найдут почётное место среди поклонников боди-хоррора, всего липкого и вязкого».
Джеймс Кэмерон сказал: «Мне понравился „Прометей“. Я думаю, что он великолепен. Я думаю, что Ридли Скотт вернулся в научную фантастику с энтузиазмом, с великолепно поставленной, красивой картинкой, отличными 3D сценами природы. Могло быть несколько вещей, которые я сделал бы по-другому, но дело не в этом — это можно сказать о любом фильме». Однако, несмотря на его похвалу, он также сказал, что, по его мнению, в фильме «ничто не складывается логически».

## Награды
- BAFTA 2013 — номинация: лучшие визуальные эффекты;
- Оскар — номинация: лучшие визуальные эффекты.
- Сатурн 2013 — две номинации: лучшая мужская роль второго плана и лучший научно-фантастический фильм.

## Продолжение
Изначально сиквел назывался «Чужой: Потерянный рай» и планировался как прямое продолжение фильма «Прометей». Позже его название было изменено на «Чужой: Завет», а концепция прямого сиквела была переделана — хотя действие фильма происходит после «Прометея», но сам сюжет сконцентрирован уже на других персонажах. Сценарий написал Майкл Грин («Зелёный Фонарь»), актёр Майкл Фассбендер вновь вернулся к роли андроида Дэвида. Съёмки начались весной 2016 года после того, как Ридли Скотт закончил работу над картиной «Исход: Цари и боги».
Дата премьеры была запланирована на 4 марта 2016 года, но потом была перенесена на 30 мая 2017 года. В итоге мировая премьера фильма состоялась 4 мая 2017, а в России фильм вышел 18 мая 2017 года.